# Froher Tag, verlangte Stunden, BWV Anh. 18

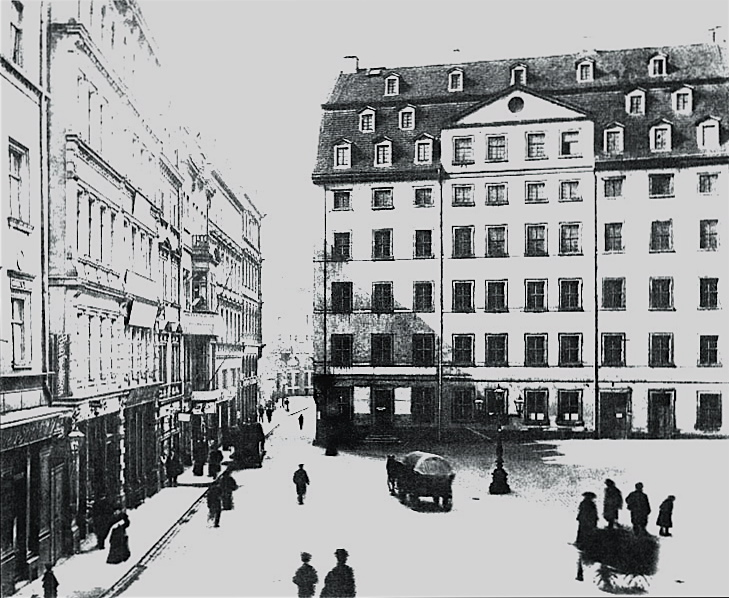
La Thomasschule donde Bach tuvo su apartamento.

Froher Tag, verlangte Stunden, BWV Anh. 18 (en español, Feliz día, por mucho tiempo esperado), es una cantata compuesta por Johann Sebastian Bach. Escribió la obra para la inauguración de una renovación de la Thomasschule de Leipzig. Su primera representación tuvo lugar el 5 de junio de 1732. La música se perdió pero el texto de Johann Heinrich Winckler sobrevivió.
En 1731, comenzaron las obras de reconstrucción del edificio escolar y se le añadieron dos plantas más. La familia Bach, junto con otros residentes, se tuvo que trasladar fuera durante un año. Los Bach se beneficiaron de un apartamento ampliado a su regreso. El edificio ya no existe.
Se cree que Bach reutilizó la música de la cantata perdida, en primer lugar para otra obra perdida Frohes Volk, vergnügte Sachsen y posteriormente para el coro que abre Lobet Gott en seinen Reichen, BWV 11 (probablemente compuesto en 1735).
El coro emplea ritmo lombardo y un conjunto instrumental de tres trompetas dan una partitura festiva.

## Libreto y estructura
Winckler era compañero de Bach en la Thomasschule. Era un becario versátil, cuyos intereses incluían física experimental, y posteriormente fue nombrado Miembro de la Royal Society.
La cantata tiene 10 movimientos. En medio de la obra había una pausa para discursos, al contrario que otras cantatas de iglesia que se representaban antes y después del sermón.  Los movimientos son como siguen:
1. Froher Tag, verlangte Stunden
2. Wir stellen uns jetzt vor
3. Väter unsrer Linden-Stadt
4. Begierd und Trieb zum Wissen
5. So laßt uns durch Reden und Mienen entdecken
6. Geist und Seele sind begierig
7. So groß ist Wohl und Glück
8. Doch man ist nicht frey und los
9. Wenn Weisheit und Verstand}}
10. Ewiges Wesen, das alles erschafft